# Limnesia anomola
Limnesia anomola är en kvalsterart som först beskrevs av Koenike 1895.  Limnesia anomola ingår i släktet Limnesia och familjen Limnesiidae. Inga underarter finns listade i Catalogue of Life.